# Saša Ranković
Saša Ranković  (serbisch-kyrillisch Саша Ранковић, * 21. September 1979 in Požarevac) ist ein ehemaliger serbischer Fußballspieler.

## Karriere
Saša Ranković stand von 2001 bis Mitte 2005 bei FK Proleter Zrenjanin in Zrenjanin unter Vertrag. Mitte 2015 wechselte er zu FK Mladi Radnik. Der Verein aus Požarevac spielte in der dritten Liga des Landes, der Srpska Liga West. Der Erstligist FK Smederevo nahm ihn ab Mitte 2009 unter Vertrag. Der Verein aus Smederevo spielte in der ersten Liga, der SuperLiga. Für Smederevo absolvierte er vierzig Erstligaspiele und schoss daben zehn Tore. 2011 zog es ihn nach Asien. Hier unterschrieb er in Myanmar einen Vertrag beim Southern Myanmar FC. Mit dem Verein aus Mawlamyaing spielte er in der höchsten Liga des Landes, der Myanmar National League. 2012 wechselte er zum Ligakonkurrenten Zayar Shwe Myay FC nach Monywa. 2012 wurde er mit 20 Toren Torschützenkönig der ersten Liga. 2013 kehrte er wieder in seine Heimat zurück, wo er sich kurzzeitig für seinen ehemaligen Klub FK Smederevo anschloss. 2014 spielte er wieder in Myanmar. Hier stand er bei Ayeyawady United unter Vertrag. Ende 2014 beendete er seine Karriere als Fußballspieler.

## Auszeichnungen
- Myanmar National League: Torschützenkönig 2012 (Zayar Shwe Myay FC, 20 Tore)